# Parlamento Europeo
El Parlamento Europeo, también conocido como Europarlamento, Eurocámara o Cámara Europea, es la institución parlamentaria que en la Unión Europea representa directamente a los ciudadanos europeos y que junto al Consejo de la Unión ejerce el poder legislativo en sistema bicameral de facto. Como órgano legislativo, se encarga de elegir y controlar al ejecutivo, la Comisión Europea, y de aprobar o rechazar los proyectos de ley que éste le proponga. Descrito como uno de los poderes legislativos más poderosos del mundo, el Parlamento Europeo está compuesto por 720 diputados que representan al segundo mayor electorado democrático del mundo (tras el Parlamento de la India) y el mayor electorado transnacional (más de 400 millones de votantes en 2019).
Siendo la única institución comunitaria elegida directamente por los ciudadanos de la Unión Europea, el Parlamento es considerado la «primera institución» de la Unión Europea; es mencionado en primer lugar en los Tratados y su presidente tiene preferencia protocolaria sobre todas las demás autoridades a nivel europeo.
Comparte con el Consejo el poder legislativo y presupuestario, la aprobación (o rechazo) de los proyectos de ley presentados por la Comisión Europea. La Comisión Europea, la institución que ostenta el poder ejecutivo de la Unión, es responsable de rendir cuentas ante el Parlamento. En concreto, el Parlamento una vez constituida una nueva legislatura, elige por mayoría absoluta al presidente de la Comisión, aprueba (o rechaza) la designación del Colegio de Comisarios, e incluso puede destituirlo como órgano presentando una moción de censura.
Desde la fundación del Parlamento en 1952, sus competencias fueron ampliadas varias veces sobre todo a través del Tratado de Maastricht en 1993 y por el Tratado de Lisboa en 2009. Las elecciones al Parlamento Europeo por sufragio universal, directo y secreto se realizan cada cinco años desde 1979. Históricamente los dos principales grupos del Parlamento (juntos poseen al menos el 50 % del hemiciclo) han sido el Grupo del Partido Popular Europeo, compuesto por el Partido Popular Europeo (PPE), y el Grupo de la Alianza Progresista de Socialistas y Demócratas, compuesto por el Partido de los Socialistas Europeos (PSE).
El presidente del Parlamento Europeo se encarga de la dirección de los órganos y las actividades parlamentarias, presidiendo las deliberaciones y representando al Parlamento Europeo, tanto a nivel comunitario, como en las relaciones exteriores con Estados no comunitarios u organizaciones internacionales. Tiene un papel fundamental en la ordenación de los debates parlamentarios, dando la palabra, velando por el cumplimiento del Reglamento interno, y sometiendo los asuntos a votación, así como proclamando los correspondientes resultados. A nivel formal, su firma tiene especial trascendencia por conceder carácter ejecutivo a los presupuestos aprobados en segunda lectura. Igualmente, su firma, junto con la del presidente del Consejo de la Unión Europea, será indispensable para la correcta aprobación formal de un acto legislativo adoptado mediante el procedimiento legislativo ordinario (antigua codecisión). El presidente forma parte de La Mesa junto a catorce vicepresidentes y cinco cuestores en un órgano colegiado cuyas decisiones se adoptan por mayoría de sus miembros. La Mesa se encarga del gobierno interno del Parlamento, desempeñando multitud de funciones, entre las que cabe destacar la elaboración de las previsiones presupuestarias; la organización administrativa y financiera de la Cámara; y la organización de la Secretaría General, así como el nombramiento del secretario general.
El Parlamento Europeo tiene dos lugares de reunión: el Edificio Louise Weiss en Estrasburgo, Francia, en el que tienen lugar doce sesiones plenarias de cuatro días cada mes y es la sede oficial del Parlamento, y el edificio del Espacio Léopold en Bruselas, Bélgica, para las reuniones de los grupos políticos y las sesiones complementarias. También, las comisiones del Parlamento se reúnen regularmente en Bruselas, aunque también pueden reunirse en otro lugar. La Secretaría General del Parlamento Europeo por su parte, el cuerpo administrativo, tiene su sede en Luxemburgo. Este gran número de sedes es resultado del desarrollo histórico del Parlamento y ha sido objeto de controversias a causa del elevado costo que conlleva.

## Historia
El Parlamento Europeo, al igual que las demás instituciones europeas, no estaba diseñado en su forma actual cuando se reunió por primera vez el 10 de septiembre de 1952. Se trata de una de las más antiguas instituciones y comenzó como la Asamblea Común de la Comunidad Europea del Carbón y del Acero, una asamblea consultiva de 78 parlamentarios procedentes de los parlamentos nacionales de los Estados miembros que no poseía poderes legislativos.

### La Asamblea de las Comunidades Europeas
Entre el 10 y el 13 de septiembre de 1952, se reunió por primera vez, en el marco de la Comunidad Europea del Carbón y del Acero (CECA), una Asamblea Parlamentaria compuesta por 78 diputados designados por sus respectivos parlamentos nacionales. Esta Asamblea prácticamente solo tenía competencias consultivas, aunque también tenía el poder de forzar una dimisión de la Alta Autoridad de la CECA (la posterior Comisión Europea) a través de una moción de censura. En 1957, a través de los tratados de Roma, se fundaron la Comunidad Económica Europea (CEE) y la Comunidad Europea de la Energía Atómica (Euratom). La Asamblea Parlamentaria, que en este momento estaba constituida por 142 diputados, ahora fue competente para las tres Comunidades; Robert Schuman fue elegido como primer presidente de este órgano ampliado. Aunque la Asamblea no obtuvo nuevas competencias, empezó a autodenominarse Parlamento Europeo (nombre que no fue reconocido oficialmente por los Estados miembros hasta 1986). Cuando las Comunidades Europeas obtuvieron un presupuesto propio en 1971, la Asamblea pudo participar en las decisiones sobre los gastos previstos, aunque no en el campo de los gastos para la Política Agrícola Común, que en ese momento eran cerca del 90 % del total del presupuesto europeo.
Si las primeras elecciones europeas directas en 1979 le dieron un mayor peso simbólico, el Acta Única Europea en 1986 significó la primera ampliación real de competencias para el Parlamento. Con el llamado procedimiento de cooperación, el Parlamento Europeo participó en la legislación general y podía adoptar oficialmente enmiendas para los proyectos legislativos, aunque la última palabra todavía permanecía en el Consejo de la UE.

### Tratado de Maastricht
Esto cambió en el siguiente paso de ampliación de competencias del Parlamento Europeo, el Tratado de Maastricht de 1992. En este tratado, se introdujo para algunas materias políticas el procedimiento de codecisión, según el cual el Parlamento tenía los mismos poderes que el Consejo: todavía no podía imponer un proyecto de ley en contra del deseo del Consejo, pero este tampoco podía decidir sin el Parlamento. Además, el Parlamento obtuvo el poder de nombrar comisiones de investigación, lo cual amplió notablemente sus posibilidades de control.
En las reformas en los tratados de Ámsterdam 1997 y Niza 2001, el procedimiento de codecisión fue ampliado a la gran mayoría de las materias políticas de la Unión Europea. Sin embargo, todavía tiene menos poderes que los parlamentos nacionales en la mayoría de los Estados democráticos. Por una parte, sus poderes están limitados a las competencias entregadas a la Comunidad Europea por los Estados miembros, por lo que la institución no tiene control sobre las políticas sostenidas por los Estados en otros campos políticos. Por otra parte, su control tampoco es pleno en dos de los tres pilares de la Unión Europea: los que se refieren a la Política Exterior y de Seguridad Común y a la cooperación policial y judicial en materia penal. En el pilar comunitario, sin embargo, casi todas las decisiones exigen el acuerdo favorable del Parlamento que, además, es responsable de fijar el presupuesto anual de las Comunidades Europeas.
El 20 de julio de 2004 se constituyó para su sexta legislatura. En ella, comenzó con 732 eurodiputados (oficialmente Miembro del Parlamento Europeo o MPE); desde el 15 de enero de 2007 (entrada de Rumania y Bulgaria) son 785. En 2008, el Parlamento consiste de siete grupos y un número de diputados no inscritos. En sus respectivos países, estos diputados son miembros de cerca de 160 partidos diferentes, que en su mayoría se han unido a nivel europeo para formar partidos políticos europeos. Los dos grupos parlamentarios más grandes del parlamento son el del Partido Popular Europeo - Demócratas Europeos (PPE-DE) y el del Partido Socialista Europeo (PSE).

### Tratado de Lisboa
El Tratado de Lisboa de 2009 introduce diversas novedades fundamentales en el funcionamiento del Parlamento Europeo. El procedimiento de codecisión, rebautizado significativamente como «procedimiento legislativo ordinario» se extiende sobre la mayor parte de las materias, a excepción de las que correspondan a los procedimientos legislativos especiales.
También se potencia la participación de los parlamentos nacionales, siendo destacables los mecanismos relativos a la obtención de información; de evaluación en materia de libertad, seguridad y justicia; y de revisión de los Tratados. Especial mención merece el control del principio de subsidiariedad, por el que una tercera parte de los parlamentos nacionales podrán obligar a la Comisión a revisar su propuesta, aun cuando es la propia Comisión la que decide sobre su eventual modificación. No obstante, si la mayoría de los parlamentos nacionales se adhiere, y la Comisión sigue manteniendo la propuesta, la decisión final corresponderá al Parlamento Europeo junto con el Consejo.
El Tratado de Lisboa también introduce un procedimiento de iniciativa ciudadana, que requiere la firma de al menos un millón de ciudadanos de varios Estados miembros, y que supone una petición a la Comisión para que presente una determinada propuesta. Hay que señalar que no se trata de un procedimiento de iniciativa en el sentido estricto del término, habida cuenta de que tan solo es una solicitud no vinculante a la Institución que posee el verdadero poder de iniciativa.
Según el tratado de la Comunidad Europea, está previsto que a partir de la séptima legislatura (2009-2014) el Parlamento solo tenga 736 miembros. Tras la aprobación del Tratado de Lisboa, el número sería de 751 eurodiputados (750 más el presidente).

## Funciones y poderes
El Parlamento Europeo tiene, fundamentalmente, tres tareas: examinar y adoptar la legislación europea, aprobar el presupuesto de la UE y efectuar un control democrático de las otras instituciones, sobre todo de la Comisión. Además, el Parlamento tiene que dar el visto bueno a acuerdos internacionales importantes tales como la adhesión de nuevos Estados miembros de la UE o acuerdos de asociación y comercio entre la UE y otros países.

### Función legislativa
El procedimiento legislativo en la Unión Europea es el conjunto de previsiones y técnicas ordenadas a la elaboración o modificación de leyes del Derecho comunitario, que es autónomo y diferenciado del Derecho internacional, así como de la mecánica legislativa interna de los Estados miembros de la Unión Estas normas con rango de ley, así como las que regulan o precisan los medios de participación de las instituciones de la Unión en las mismas, conforman un sistema procedimental de adopción de decisiones con una finalidad legisladora. En función de la regular participación en el mismo de las instituciones involucradas, y de acuerdo con la terminología de los Tratados, el procedimiento legislativo puede ser ordinario (PLo) o especial (PLe).
Las normas legales emanadas de estos procedimientos, o leyes europeas, complementadas por las disposiciones ejecutivas o reglamentarias adoptadas por los órganos administrativos comunitarios competentes, más el Derecho originario contenido en los Tratados (el de la Unión Europea, TUE, y el de Funcionamiento de la Unión, TFUE, principalmente), conforman globalmente el Derecho de la Unión o Derecho comunitario. Estas normas europeas con rango de ley pueden adoptar tres formas: Reglamento, Directiva o Decisión.
La elaboración de la legislación comunitaria reposa sobre el Consejo y el Parlamento, representantes respectivos del principio territorial y del principio poblacional. La Comisión, de naturaleza asimilable al concepto tradicional de poder ejecutivo, ostenta el cuasimonopolio de la iniciativa, cerrando así el conocido triángulo institucional europeo (Comisión-Consejo-Parlamento). Sin embargo, esa exclusividad en la iniciativa legislativa se flexibiliza al permitirse que el Parlamento Europeo, por mayoría, solicite a la Comisión que presente la correspondiente propuesta; solicitud que en caso de ser denegada, habrá de acompañarse de la correspondiente motivación por parte de la Comisión.

#### Procedimiento ordinario
El procedimiento legislativo ordinario (PLo), antes conocido como el procedimiento de codecisión, es el principal proceso legislativo por el que un proyecto legislativo puede ser aprobado en la Unión Europea, exceptuándose algunas áreas sometidas a procedimiento legislativo especial (PLe) (solo del Consejo o del Parlamento Europeo, aisladamente) y las que se excluyen de la legislación, como por ejemplo todo el ámbito de la política exterior y de seguridad común.
Tras el tratado de Lisboa, el procedimiento de codecisión (contenido en el artículo 294 del Tratado de Funcionamiento de la Unión Europea) pasó a denominarse procedimiento legislativo ordinario, consistiendo en la adopción conjunta por el Parlamento Europeo y el Consejo de la Unión Europea, a propuesta de la Comisión Europea, de un reglamento, una directiva o una decisión de naturaleza legislativa. Para ello se requiere la aprobación de un mismo texto por parte de las dos Instituciones, como cámaras legislativas colegiadas, en un sistema de bicameralismo perfecto. En garantía, vendrá refrendado por los presidentes de ambas instituciones.

#### Legislación especial
Los principales procedimientos de naturaleza legislativa pero ajenos al sistema ordinario son los llamados Procedimientos Legislativos especiales de los que emanan Actos Legislativos de la Unión (reglamentos legislativos, directivas legislativas o decisiones legislativas), pero con una atribución asimétrica de la responsabilidad de las dos cámaras en su elaboración. Su encabezamiento estará presidido necesariamente por la fórmula «del Consejo» o «del Parlamento Europeo», según cuál de las dos instituciones lo adopte formalmente, y vendrán refrendadas por su presidente.
Los procedimientos legislativos especiales tienen carácter excepcional y solo son aplicables cuando los Tratados expresamente lo indiquen. De esta manera, consisten en la adopción de un reglamento, una directiva o una decisión, bien por el Parlamento Europeo con la participación del Consejo, bien por el Consejo con la participación del Parlamento Europeo.
Según el Tratado de Niza, los procedimientos especiales ya solo se extendían a unas pocas materias políticas. Por ejemplo, en materia de la política agrícola o la política de competencia, el voto del Parlamento no es vinculante; y también la política exterior de la Unión Europea y la cooperación policial y judicial en materia penal tienen carácter intergubernamental. En la política comercial común, finalmente, el Parlamento ni siquiera tiene que ser consultado.

### Función presupuestaria
El procedimiento presupuestario, tal como quedó configurado tras la entrada en vigor del Tratado de Lisboa en 2009, comienza el 1 de septiembre y culmina el 31 diciembre de cada ejercicio presupuestario, esto es, de cada año. Sin embargo el primer paso en este sentido se lleva a cabo tiempo antes, cuando a finales de junio las instituciones, órganos y organismos de la Unión remiten a la Comisión Europea una estimación general de los gastos e ingresos previstos para el siguiente ejercicio, de acuerdo con sus procedimientos internos. Sobre la base de dichas estimaciones consolidadas por las de sus propios servicios, la Dirección General de Presupuesto (DG BUDG) de la Comisión elabora diversos borradores y define un anteproyecto bajo la responsabilidad del comisario de Presupuesto y Administración, que este eleva a cuestión, al Colegio de Comisarios para la aprobación del texto como proyecto presupuestario definitivo. Esta fase del proceso debe concluir antes del 1 de septiembre, fecha en que el proyecto se remite al Parlamento Europeo y al Consejo y da comienzo el procedimiento propiamente dicho.
El Consejo será el primero en pronunciarse acerca del proyecto de presupuesto, remitiendo su posición motivada al Parlamento antes del 1 de octubre. Por su parte, el Parlamento Europeo podrá aprobar la posición del Consejo, lo que supondría la adopción del Presupuesto. Igualmente, si en el plazo de 42 días no ha manifestado su postura, el Presupuesto se considerará adoptado. Finalmente, si la mayoría parlamentaria aprobase la introducción de enmiendas al Presupuesto, se convocará automáticamente el Comité de Conciliación. No obstante, si en el plazo de diez días, el Consejo decide aprobar las enmiendas presupuestarias del Parlamento, el Comité de Conciliación no llegará a reunirse.
Suponiendo que el Consejo no apruebe las enmiendas del Parlamento, actuará el Comité de Conciliación, compuesto por los miembros del Consejo e igual número de europarlamentarios. El Comité dispondrá de 21 días para consensuar un texto conjunto.
En el supuesto de que no se llegase a consensuar un texto conjunto en el seno del Comité de Conciliación, la Comisión habrá de presentar un nuevo proyecto de presupuesto, volviendo así a la primera etapa del procedimiento.
No obstante, si el Comité llega a consensuar dicho texto conjunto, deberá someterlo a la aprobación del Consejo y del Parlamento, que contarán con un plazo de catorce días para pronunciarse. Si una de las instituciones sobrepasa ese plazo, supondrá la adhesión a la decisión que adopte la otra Institución, cuando sí se haya pronunciado; si ninguna de las instituciones se pronuncia en plazo, el texto se considerará adoptado.
En el supuesto de que el Consejo lo apruebe y el Parlamento lo rechace, la Comisión deberá presentar otro proyecto de presupuesto. En el supuesto de que el Consejo lo rechace, pero el Parlamento lo apruebe, se abrirá un plazo de catorce días a partir de la fecha del rechazo del Consejo, decidir por mayoría de los miembros que lo componen y tres quintas partes de los votos emitidos.

### Función de control político
Al Parlamento Europeo se le confían amplias funciones de control político, tanto de las instituciones, como del cumplimiento del Derecho Comunitario y el desarrollo de las distintas políticas comunitarias.
De esta manera, se permite la creación de una Comisión Temporal de Investigación que conozca de una determinada infracción del Derecho Comunitario, o de una mala aplicación de las políticas comunitarias. Asimismo, dependerá del Parlamento la figura del Defensor del Pueblo Europeo, cuyo cometido reside en la protección de las personas físicas y jurídicas pertenecientes a la Unión Europea.
No obstante, las materias más relevantes del control político del Parlamento Europeo son las relacionadas con las instituciones comunitarias, especialmente la Comisión, y en menor medida, con el Consejo, el Consejo Europeo, el Tribunal de Cuentas, o el Banco Central Europeo.
Tales poderes de control sobre las instituciones se ejercen con diversa intensidad en función de la Institución sobre la que recaiga el control, consistiendo normalmente en una obligación de intercambiar información, bien sea mediante preguntas e interpelaciones, bien sea mediante la posibilidad de que el Parlamento exprese su posición, pudiendo ser esta vinculante o no.

#### Sobre la Comisión
La Comisión está sujeta a un intenso poder de control político del Parlamento Europeo, similar al control que se ejerce en los parlamentarismos sobre el Gobierno.
Además de las preguntas que el Parlamento puede formular a los miembros de la Comisión, y los informes periódicos que esta debe presentar a aquel; existe un importantísimo poder de decisión parlamentario en lo referente a la investidura de la Comisión, así como su cese mediante moción de censura.

##### Investidura y censura
En cuanto al nombramiento de la Comisión, el Parlamento Europeo habrá de aprobar, en un primer momento, el nombramiento del presidente de la Comisión; en una segunda etapa, podrá aprobar el nombramiento de los miembros que compongan la Comisión. En dicho proceso intervendrá también el Consejo de la Unión Europea, de manera que podría afirmarse que la Comisión se apoya en la doble investidura del Consejo y del Parlamento.
Respecto a la moción de censura, el Parlamento podrá forzar el cese de la Comisión en su conjunto mediante una propuesta que habrá de ser sometida a votación tres días después de su presentación, y que resultará aprobada por mayoría de dos tercios de los votos emitidos que representen, a su vez, la mayoría de los eurodiputados que integran el Parlamento.

#### Sobre el Consejo
El poder de control del Parlamento sobre el Consejo es sustancialmente menor que el ejercido sobre la Comisión, habida cuenta de que el Consejo es un órgano que teóricamente tiende a ponerse en pie de igualdad con el Parlamento, formando un poder legislativo bicéfalo, dentro del cual, representan el principio territorial (Consejo) y poblacional (Parlamento).
De esta manera, el Parlamento podrá formular preguntas orales o escritas al Consejo, e incluso podrá instarle a desarrollar una determinada actividad de su competencia, petición que no tendrá carácter vinculante.

#### Sobre el Consejo Europeo
Dada la peculiar naturaleza del Consejo Europeo, los poderes de control parlamentarios son menores, si cabe, que los ejercidos sobre el Consejo.
El presidente del Consejo Europeo, al término de cada reunión, deberá presentar un informe ante el Parlamento Europeo. Como contrapartida, el Consejo Europeo podrá instar la comparecencia del presidente del Parlamento.

## Composición

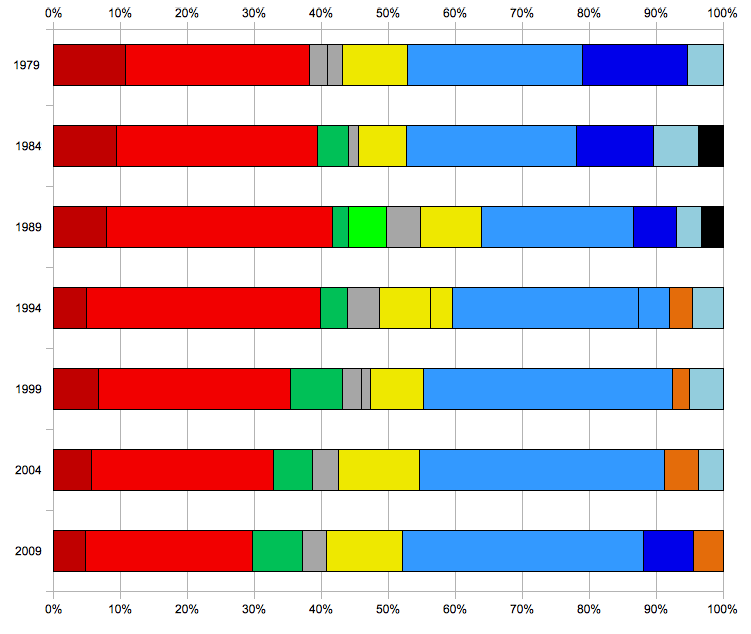
Evolución en la composición política del PE desde 1979 (primeras elecciones)
Conservadores y democristianos (CD-PPE (79-92), PPE (92-99), FE, PPE-DE (99-2009)
Nacional conservadores (UDE, PPE, EDA, UFE, UEN, ECR, DE)
Socialdemócratas (S, SOC, PES, S&D)
Comunistas/Izqda. socialista (COM, LU, EUL, EUL/NGL)
Liberales y centristas (L, LD, LDR, ERA, ELDR, ALDE)
Ecologistas
Ecologistas y regionalistas (RBW (84-89),RBW (89-94), G/EFA)
Heterogéneos (CDI, TGI)
Independientes (NI)
Soberanistas (EN, I-EN, EDD, IND/DEM, EFD)
Derecha populista (ER, DR, ITS)

| Distribución de escaños por Estado miembro en el Parlamento Europeo                                                        | Distribución de escaños por Estado miembro en el Parlamento Europeo | Distribución de escaños por Estado miembro en el Parlamento Europeo | Distribución de escaños por Estado miembro en el Parlamento Europeo | Distribución de escaños por Estado miembro en el Parlamento Europeo | Distribución de escaños por Estado miembro en el Parlamento Europeo | Distribución de escaños por Estado miembro en el Parlamento Europeo |
| Estado miembro | Tratado de Niza                                                     | Tratado de Niza                                                     | Tratado de Lisboa                                                   | Tratado de Lisboa                                                   | Tratado de Lisboa                                                   | Tratado de Lisboa                                                   |
| --- | ------------------------------------------------------------------- | ------------------------------------------------------------------- | ------------------------------------------------------------------- | ------------------------------------------------------------------- | ------------------------------------------------------------------- | ------------------------------------------------------------------- |
| Estado miembro | 2007                                                                | 2009                                                                | 2010                                                                | 2014                                                                | 2019                                                                | 2024                                                                |
| Alemania | 99                                                                  | 99                                                                  | 96                                                                  | 96                                                                  | 96                                                                  | 96                                                                  |
| Austria | 18                                                                  | 17                                                                  | 19                                                                  | 18                                                                  | 19                                                                  | 20                                                                  |
| Bélgica | 24                                                                  | 22                                                                  | 22                                                                  | 21                                                                  | 21                                                                  | 22                                                                  |
| Bulgaria | 18                                                                  | 17                                                                  | 18                                                                  | 17                                                                  | 17                                                                  | 17                                                                  |
| Chipre | 6                                                                   | 6                                                                   | 6                                                                   | 6                                                                   | 6                                                                   | 6                                                                   |
| Croacia | sin membresía                                                       | sin membresía                                                       | sin membresía                                                       | 11                                                                  | 12                                                                  | 12                                                                  |
| Dinamarca | 14                                                                  | 13                                                                  | 13                                                                  | 13                                                                  | 14                                                                  | 15                                                                  |
| Eslovaquia | 14                                                                  | 13                                                                  | 13                                                                  | 13                                                                  | 14                                                                  | 15                                                                  |
| Eslovenia | 7                                                                   | 7                                                                   | 8                                                                   | 8                                                                   | 8                                                                   | 9                                                                   |
| España | 54                                                                  | 50                                                                  | 54                                                                  | 54                                                                  | 59                                                                  | 61                                                                  |
| Estonia | 6                                                                   | 6                                                                   | 6                                                                   | 6                                                                   | 7                                                                   | 7                                                                   |
| Finlandia | 14                                                                  | 13                                                                  | 13                                                                  | 13                                                                  | 14                                                                  | 15                                                                  |
| Francia | 78                                                                  | 72                                                                  | 74                                                                  | 74                                                                  | 79                                                                  | 81                                                                  |
| Grecia | 24                                                                  | 22                                                                  | 22                                                                  | 21                                                                  | 21                                                                  | 21                                                                  |
| Hungría | 24                                                                  | 22                                                                  | 22                                                                  | 21                                                                  | 21                                                                  | 21                                                                  |
| Irlanda | 13                                                                  | 12                                                                  | 12                                                                  | 11                                                                  | 13                                                                  | 14                                                                  |
| Italia | 78                                                                  | 72                                                                  | 73                                                                  | 73                                                                  | 76                                                                  | 76                                                                  |
| Letonia | 9                                                                   | 8                                                                   | 9                                                                   | 8                                                                   | 8                                                                   | 9                                                                   |
| Lituania | 13                                                                  | 12                                                                  | 12                                                                  | 11                                                                  | 11                                                                  | 11                                                                  |
| Luxemburgo | 6                                                                   | 6                                                                   | 6                                                                   | 6                                                                   | 6                                                                   | 6                                                                   |
| Malta | 5                                                                   | 5                                                                   | 6                                                                   | 6                                                                   | 6                                                                   | 6                                                                   |
| Países Bajos | 27                                                                  | 25                                                                  | 26                                                                  | 26                                                                  | 29                                                                  | 31                                                                  |
| Polonia | 54                                                                  | 50                                                                  | 51                                                                  | 51                                                                  | 52                                                                  | 53                                                                  |
| Portugal | 24                                                                  | 22                                                                  | 22                                                                  | 21                                                                  | 21                                                                  | 21                                                                  |
| Reino Unido* | 78                                                                  | 72                                                                  | 73                                                                  | 73                                                                  | sin membresía                                                       | sin membresía                                                       |
| República Checa | 24                                                                  | 22                                                                  | 22                                                                  | 21                                                                  | 21                                                                  | 21                                                                  |
| Rumania | 35                                                                  | 33                                                                  | 33                                                                  | 32                                                                  | 33                                                                  | 33                                                                  |
| Suecia | 19                                                                  | 18                                                                  | 20                                                                  | 20                                                                  | 21                                                                  | 21                                                                  |
| Total | 785                                                                 | 736                                                                 | 751                                                                 | 751                                                                 | 705                                                                 | 720                                                                 |
| * Incluye Gibraltar, pero no cualquier otro territorio británico de ultramar, Bases Soberanas o Dependencias de la Corona. |                                                                     |                                                                     |                                                                     |                                                                     |                                                                     |                                                                     |

### Los diputados
Los diputados al Parlamento Europeo, generalmente conocidos como eurodiputados o europarlamentarios (a veces abreviado MEP, del inglés Member of the European Parliament, Miembro del Parlamento Europeo), son los miembros del Parlamento Europeo elegidos en las elecciones europeas cada cinco años mediante sufragio universal, directo, libre y secreto por los ciudadanos de la Unión Europea. El Parlamento es la institución de la Unión Europea que desempeña, junto con el Consejo de la Unión, los poderes legislativo y presupuestario, además de la función de control político sobre el resto de instituciones, y particularmente sobre la Comisión Europea, le corresponde en exclusiva, y a cuyo presidente y Colegio de Comisarios elige.
Libres e independientes en sus funciones políticas, no están sometidos a mandato imperativo alguno durante el ejercicio de las mismas, sin perjuicio de los compromisos que adquieran como consecuencia de su adscripción voluntaria a alguno de los grupos políticos del Parlamento Europeo. 
Según los Tratados constitutivos, el máximo de escaños permitido son 751. Actualmente está compuesto por 720 diputados, incluyendo su presidente.

### Elecciones europeas
Las elecciones europeas, son los comicios legislativos en el que los ciudadanos de la Unión eligen a los diputados al Parlamento Europeo, la institución que junto al Consejo, ostenta el poder legislativo de la Unión Europea. Tiene una importante relevancia ya que el Parlamento legisla sobre cuestiones que afectan directamente a la vida cotidiana de los ciudadanos europeos, como la educación, el empleo, la sanidad, el emprendimiento, la seguridad, la migración, las políticas sociales, el medio ambiente, los derechos de los consumidores, la economía, la industria, el Estado de derecho y muchos más.  Además, tras los comicios, el Parlamento, con los nuevos grupos parlamentarios, se constituye en nueva legislatura y se elige por mayoría absoluta al presidente de la Comisión Europea y su Colegio de Comisarios, propuestos por el Consejo Europeo.
Desde sus inicios, el espíritu mismo de los Tratados fundacionales, y con posterioridad la jurisprudencia del Tribunal de Justicia de la Unión Europea, asentaron la vocación democrática del fundamento moral y jurídico de la construcción europea, que además de una unión de Estados constituye una unión de los pueblos de Europa y de sus ciudadanos. Sin embargo la consecución de esos objetivos democráticos en el proceso de integración europea ha sido arduo, pues si bien existió siempre algún tipo de representación popular a nivel continental, su designación era por lo general indirecta, y sus poderes escasos cuando no testimoniales. Así ocurría por ejemplo con la Asamblea parlamentaria de las Comunidades Europeas, luego Parlamento Europeo. Hasta 1979 no se cumplieron las previsiones de los Tratados para instaurar la elección directa de los miembros del Parlamento por los ciudadanos de los Estados miembros.
Por otra parte, si bien casi todos los tratados modificativos han tendido a conceder mayores facultades (decisorias o de control) al Parlamento Europeo, lo cierto es que hasta el Tratado de Maastricht no empezó a contemplarse al Parlamento con la seriedad de una institución comunitaria plena. Posteriormente, los Tratados de Ámsterdam y de Niza incrementaron considerablemente sus potestades, especialmente en el ámbito legislativo y en sus funciones de control sobre la Comisión; pero fue el Tratado de Lisboa, en vigor desde 2009, el que ha hecho del Parlamento una auténtica cámara legislativa, en igualdad de condiciones con el Consejo, y para la gran mayoría de los ámbitos políticos de competencia de la Unión. Hoy en día el procedimiento legislativo ordinario contempla la intervención del Parlamento y del Consejo como el método principal de ejercicio del poder legislativo comunitario, de manera conjunta.
Así pues, desde 1979 los diputados al Parlamento Europeo son elegidos por sufragio universal, directo, proporcional y secreto en votaciones populares celebradas cada cinco años en todos los Estados de la Unión. En estas elecciones europeas son electores y elegibles todos los ciudadanos de la Unión desde que cumplen la edad legal para votar en sus respectivos países de origen o de residencia, y en cualquier caso a partir de los 18 años. Debe recordarse que son ciudadanos europeos todos los nacionales de los Estados miembros de la Unión, y que esta ciudadanía complementa y no sustituye a la de los Estados.
Hasta ahora, el sistema electoral de cada Estado miembro es definido por cada gobierno nacional; sin embargo, antes de las elecciones de 2004, estos tuvieron que aplicar una directiva que preveía cierta homogeneización. Tienen derecho de voto activo todos los ciudadanos de la Unión Europea a partir de los 18 años. La edad mínima para el derecho de voto pasivo puede variar según el Estado. Cada ciudadano puede elegir votar en el Estado de su residencia o en el Estado de su nacionalidad, pero no en ambos.
Los eurodiputados se eligen en cada Estado miembro por separado. La presentación de candidatos está reservada a los partidos políticos nacionales. Sin embargo, los partidos de diferentes Estados, pero con la misma ideología política, suelen aliarse y formar partidos políticos a escala europea, los núcleos de los grupos parlamentarios en el Parlamento Europeo.

### Composición actual
Durante el mes de junio de 2019, los diferentes diputados electos negociaron para formar los grupos políticos del Parlamento Europeo, que necesitan un mínimo de 25 eurodiputados de siete Estados miembros de la Unión Europea. De los siete grupos que acabaron la VII Legislatura del Parlamento Europeo, continuaron con el mismo nombre el Grupo del Partido Popular Europeo, que volvió a ser el grupo más importante a pesar de perder 34 escaños, el Grupo de la Alianza Progresista de Socialistas y Demócratas, con una pérdida de 33 escaños, el Grupo de Los Verdes/Alianza Libre Europea que logró la cuarta plaza y sumó 23 escaños, el Grupo de los Conservadores y Reformistas Europeos que pasó de la tercera a la sexta plaza bajando 15 escaños, y el Grupo Confederal de la Izquierda Unitaria Europea / Izquierda Verde Nórdica que perdió 11 escaños y fue el grupo más pequeño de todo el hemiciclo.
Por su parte, el Grupo de la Alianza de los Liberales y Demócratas por Europa liderado por el Partido de la Alianza de los Liberales y Demócratas por Europa decidió cambiar de nombre tras la entrada del partido francés La República en Marcha de Emmanuel Macron. El nuevo grupo, llamado Renovar Europa se formó con 108 eurodiputados, 39 más de los que tenía ALDE al finalizar la anterior legislatura.

### Histórico de resultados y distribución de escaños
| 44  | 113 | 11  | 9  | 40   | 107 | 64 | 22  |
| COM | S&D | CDI | NI | ALDE | EPP | DE | DEP |

| 44  | 130 | 20  | 7  | 31   | 110 | 50 | 29  | 16 |
| COM | S&D | RBW | NI | ALDE | EPP | DE | DEA | ER |

| 34  | 180 | 28 | 13  | 12 | 49   | 121 | 34 | 20  | 17 |
| EUL | S&D | TG | RBW | NI | ELDR | EPP | DE | DEA | ER |

| 28  | 198 | 23 | 19  | 27 | 35   | 165 | 27 | 19 | 26  |
| EUL | S&D | TG | ERA | NI | ALDE | EPP | FE | ES | DEA |

| 42  | 180 | 48    | 18  | 8  | 50   | 233 | 16  | 31  |
| GUE | S&D | G/EFA | TDI | NI | ALDE | EPP | EDD | UEN |

| 41  | 200 | 42    | 29 | 88   | 268 | 37 | 27  |
| GUE | S&D | G/EFA | NI | ALDE | EPP | ID | UEN |

| 34  | 161 | 53    | 110 | 83   | 264 | 18 | 14  |
| GUE | S&D | G/EFA | NI  | ALDE | EPP | ID | UEN |

| 45  | 185 | 49    | 42 | 59   | 215 | 45  | 38  |
| GUE | S&D | G/EFA | NI | ALDE | EPP | ECR | EFD |

| 41  | 154 | 74    | 57 | 107 | 182 | 62  | 73 |
| GUE | S&D | G/EFA | NI | RE  | EPP | ECR | ID |

| 46  | 136 | 53    | 33 | 77 | 188 | 78  | 84  | 25  |
| GUE | S&D | G/EFA | NI | RE | EPP | ECR | PxE | ENS |

## Organización y estructura interna
El Parlamento Europeo está dotado de órganos directivos (Presidencia, Mesa y Conferencia de Presidentes), órganos de apoyo (Secretaría General) y órganos de trabajo (Comisiones parlamentarias y Delegaciones).

### La presidencia y La Mesa del Parlamento Europeo
La presidencia del Parlamento Europeo asume el puesto de mayor responsabilidad y representación de la primera institución de la Unión Europea; el Parlamento Europeo, que junto al Consejo de la Unión, ejerce el poder legislativo y presupuestario, y desempeña además las superiores funciones de control político y legislativo.
La presidencia dirige y ordena los debates y trabajos del Pleno, la Conferencia de presidentes de los Grupos Políticos y la Mesa del Parlamento, y vela por la correcta aplicación del Reglamento. Tiene asimismo la máxima representación, interior y exterior, de la institución, y su firma es, junto con la de la presidencia del Consejo, indispensable para la entrada en vigor de los actos legislativos aprobados por ambas cámaras. A quién ostente la presidencia le corresponde la más alta preferencia protocolaria europea.
La presidencia es elegida por la mayoría absoluta del Parlamento, entre sus miembros, y su mandato es de dos años y medio renovables (la mitad de una legislatura). La actual presidenta del Parlamento Europeo es la diputada maltesa Roberta Metsola desde el 11 de enero de 2022.

La Mesa es el órgano interno de dirección administrativa y reglamentaria del Parlamento Europeo. Está compuesta por el presidente del Parlamento, catorce vicepresidentes y cinco cuestores, por mandato de dos años y medio renovable. 
La Mesa es la instancia competente para establecer el anteproyecto de estado de previsiones del presupuesto del Parlamento Europeo y para resolver todas las cuestiones administrativas, de personal y de organización. En caso de empate de votos en las deliberaciones de la Mesa, el presidente tiene voto de calidad. Los cuestores tienen voz consultiva en la Mesa.

### Grupos políticos
Cada grupo político parlamentario decide su propia estructura organizativa y las normas de funcionamiento interno que informarán la actuación del grupo y de sus diputados. No obstante, la propia dinámica parlamentaria (debates públicos, negociaciones, control político del Colegio, legislación, etc.) y el funcionamiento habitual de sus órganos institucionales han favorecido tradicionalmente una configuración interna muy semejante y generalizada entre todos los grupos políticos de la Cámara, no obstante las diferencias que, en razón de la composición de cada grupo, pueden observarse. Así, existen grupos formados a imagen de un único partido político europeo, a cuyos diputados organiza (por ejemplo el Grupo del PPE); en estos casos la cohesión ideológica y la disciplina interna del grupo suelen ser muy fuertes. También hay grupos que, por el contrario, reúnen a diputados provenientes de partidos políticos europeos distintos (aunque ideológicamente compatibles) o incluso independientes; en éstos, es habitual que las normas de conducta y de disciplina interna cumplan más una función de coordinación que de verdadera dirección política, al estilo de las coaliciones, si bien también esto varía de unos casos a otros.

| Grupos políticos del Parlamento Europeo |           | |           |                                        |
| \| Nombre \| Nombre \| Nombre \| Diputados \| Partido político europeo \| \| ------ \| --------- \| ------------------------------------------------------------------------------------------------------------ \| --------- \| -------------------------------------- \| \| \| EPP Group \| Grupo del Partido Popular Europeo European People's Party Group \| 188/720 \| EPP (167) ECPM (1) Ninguno (20) \| \| \| S&D \| Grupo de la Alianza Progresista de Socialistas y Demócratas Progressive Alliance of Socialists and Democrats \| 136/720 \| PES (132) Ninguno (4) \| \| \| PfE \| Patriotas por Europa Patriots for Europe \| 85/720 \| P.eu (78) ECPM (1) Ninguno (6) \| \| \| ECR Group \| Grupo de los Conservadores y Reformistas Europeos European Conservatives and Reformists Group \| 80/720 \| ECR (52) EFA (3) ECPM (2) Ninguno (23) \| \| \| RE \| Renovar Europa Renew Europe \| 77/720 \| ALDE (51) EDP (9) EPP (1) Ninguno (16) \| \| \| G/EFA \| Grupo de Los Verdes/Alianza Libre Europea Greens/European Free Alliance \| 53/720 \| EGP (39) EFA (3) Ninguno (11) \| \| \| L-GUE/NGL \| La Izquierda en el Parlamento Europeo-GUE/NGL The Left in the European Parliament-GUE/NGL \| 46/720 \| ELA (18) PEL (6) Ninguno (22) \| \| \| ESN Group \| Grupo Europa de las Naciones Soberanas Europe of Sovereign Nations Group \| 27/720 \| ESN (27) \| \| \| NI \| No inscritos Non-attached \| 29/720 \| Ninguno (29) \| |           | |           |                                        |
| Nombre | Nombre    | Nombre | Diputados | Partido político europeo               |
| | EPP Group | Grupo del Partido Popular Europeo European People's Party Group                                              | 188/720   | EPP (167) ECPM (1) Ninguno (20)        |
| | S&D       | Grupo de la Alianza Progresista de Socialistas y Demócratas Progressive Alliance of Socialists and Democrats | 136/720   | PES (132) Ninguno (4)                  |
| | PfE       | Patriotas por Europa Patriots for Europe                                                                     | 85/720    | P.eu (78) ECPM (1) Ninguno (6)         |
| | ECR Group | Grupo de los Conservadores y Reformistas Europeos European Conservatives and Reformists Group                | 80/720    | ECR (52) EFA (3) ECPM (2) Ninguno (23) |
| | RE        | Renovar Europa Renew Europe                                                                                  | 77/720    | ALDE (51) EDP (9) EPP (1) Ninguno (16) |
| | G/EFA     | Grupo de Los Verdes/Alianza Libre Europea Greens/European Free Alliance                                      | 53/720    | EGP (39) EFA (3) Ninguno (11)          |
| | L-GUE/NGL | La Izquierda en el Parlamento Europeo-GUE/NGL The Left in the European Parliament-GUE/NGL                    | 46/720    | ELA (18) PEL (6) Ninguno (22)          |
| | ESN Group | Grupo Europa de las Naciones Soberanas Europe of Sovereign Nations Group                                     | 27/720    | ESN (27)                               |
| | NI        | No inscritos Non-attached                                                                                    | 29/720    | Ninguno (29)                           |

Conferencia de Presidentes
La Conferencia de Presidentes es el principal órgano político interno de gobierno del Parlamento Europeo. Está compuesta por los presidentes de los grupos parlamentarios y por el de la propia institución, que la preside. También participa en sus reuniones un representante sin derecho a voto de los diputados no inscritos.
La Conferencia de Presidentes adopta sus decisiones por consenso o por votación ponderada, de acuerdo con el peso parlamentario de los grupos representados.

### Comisiones parlamentarias

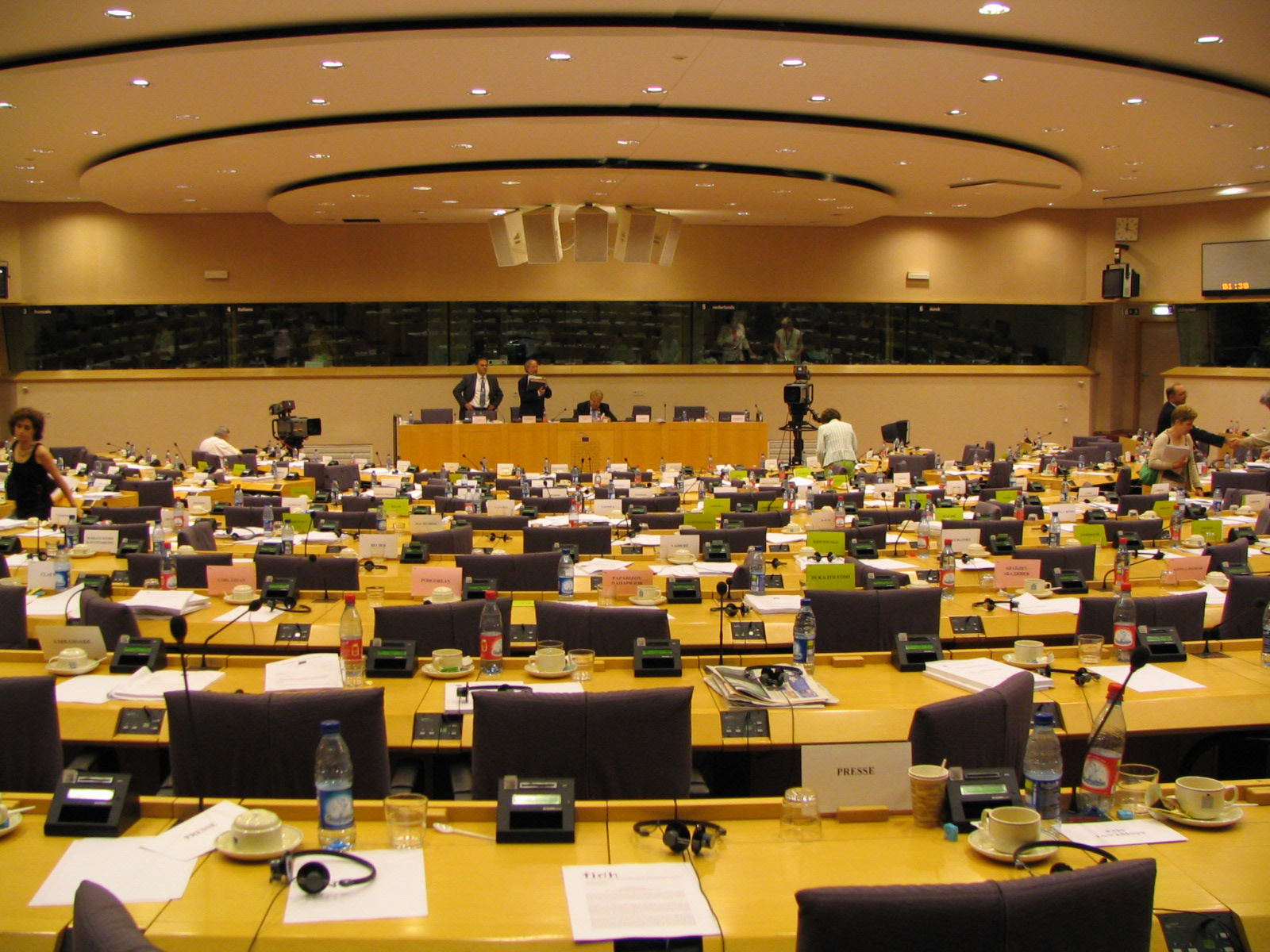
Sala de reuniones para comisiones parlamentarias

Existen tres tipos de comisiones parlamentarias que se diferencian de acuerdo con su duración y sus funciones: las comisiones permanentes, las comisiones especiales y las comisiones de investigación.
Las comisiones permanentes se caracterizan por ocuparse, con carácter indefinido, de los asuntos relacionados con una determinada materia. La elección de los miembros de las comisiones se produce en el primer periodo de sesiones del Parlamento recién constituido, produciéndose una nueva elección tras dos años y medio. Son esenciales en el desempeño de la labor legislativa del Parlamento.
Las comisiones especiales son creadas por el pleno a propuesta de la Conferencia de Presidentes. En su creación se especificará su composición, sus funciones, y la duración de su mandato, que no podrá exceder de doce meses, salvo que transcurrido dicho plazo, el pleno del Parlamento Europeo conceda una prórroga.
La Conferencia de Presidentes de Comisión es el órgano del Parlamento Europeo que reúne a todos los presidentes de las comisiones parlamentarias permanentes y especiales de la cámara con el fin de coordinar sus actividades parlamentarias y la agenda legislativa. Entre sus miembros la Conferencia de Presidentes de Comisión elige a su presidente.

### Órganos de apoyo
La Secretaría General del Parlamento Europeo es el organismo administrativo encargado de coordinar los trabajos legislativos y de organizar las sesiones plenarias y otras reuniones de esta institución legislativa de la Unión Europea. Su sede se encuentra en la ciudad de Luxemburgo, no muy lejos de las sedes oficial (Estrasburgo) y de trabajo (Bruselas) de la Eurocámara. A su cabeza se encuentra un secretario general nombrado por la Mesa del Parlamento.

## Funcionamiento

### Periodos de sesiones
Los trabajos del Parlamento Europeo se ordenan en sesiones anuales, que dan comienzo automáticamente (sin necesidad de convocatoria) el segundo martes de marzo de cada año. Cada sesión anual se compone de doce periodos de sesiones, correspondientes a las reuniones plenarias que cada mes celebra el Parlamento.
Por otra parte, el Pleno también podrá reunirse en sesión extraordinaria, a convocatoria de su presidente, siempre que lo solicite el Consejo, la Comisión o la mayoría de los europarlamentarios.

### Orden del día
Respecto al establecimiento del orden del día, el Reglamento del Parlamento Europeo establece un complejo procedimiento que se inicia con la presentación, por parte de la Conferencia de Presidentes, de un proyecto de orden del día. Dicho proyecto habrá de ser aprobado por el Pleno, si bien, se permite la proposición de modificaciones por parte de una comisión, un grupo político o al menos 40 diputados. Tras un breve turno de réplica y contrarréplica, el Pleno decidirá si admite o no tales modificaciones.

### Desarrollo de las sesiones
Habrá cuórum cuando esté reunida la tercera parte de los miembros del Parlamento. Toda votación es válida, sea cual sea el número de votantes, salvo que a instancia de al menos 40 diputados se compruebe la falta de dicho cuórum.
El Reglamento también regula con profusión el desarrollo de las sesiones, otorgando a los diputados el derecho a expresarse en la lenguas oficiales que estimen convenientes, así como el derecho a que se le traduzca cualquier intervención a la lengua oficial que desee.
Por otra parte, la documentación en que se basen los debates habrá de ponerse a disposición de los europarlamentarios, y se tendrá especial cuidado en el respeto al complejo conjunto de normas que regulan la distribución del uso de la palabra entre los distintos oradores.
Se contemplan también supuestos especiales de intervención, como las llamadas "intervenciones de un minuto" o las intervenciones por alusiones personales.

## Actividades internacionales
El Parlamento Europeo cuenta con 44 Delegaciones, cada una de ellas integrada por quince eurodiputados y una presidencia. Los presidentes de las distintas Delegaciones se reúnen en la Conferencia de Presidentes de Delegación con el objetivo de coordinar sus actuaciones.
La tarea fundamental de las delegaciones consiste en mantener relaciones exteriores con los parlamentos de los países extracomunitarios. En ese sentido, se distinguen dos tipos fundamentales de Delegación en función de la cualidad del Estado con el que se relacionan:
- Comisiones parlamentarias mixtas: Encargadas de las relaciones con los parlamentos de los países candidatos a integrarse en la Unión Europea, así como de los países con los que se haya firmado un acuerdo de asociación.[66]
- Delegaciones interparlamentarias: Encargadas de las relaciones con los parlamentos del resto de países extracomunitarios que no correspondan al ámbito competencial de las Comisiones parlamentarias mixtas antes mencionadas.[67]

## Sedes
Espacio Léopold
El Espacio Léopold (Espace Léopold en francés, Leopoldruimte en neerlandés) es un complejo de edificios gubernamentales en Bruselas, Bélgica, que alberga la cámara secundaria del Parlamento Europeo, el poder legislativo de la Unión Europea. Está formado por un número de edificios, en primer lugar el más antiguo, el edificio Paul-Henri Spaak, que alberga la cámara de debates y las oficinas del Presidente, y edificio Altiero Spinelli, que es el mayor del complejo. Estos inmuebles están situados en el Barrio europeo en el este de Bruselas, cuya construcción comenzó en 1989.
Edificio Louise Weiss
El edificio fue diseñado por el estudio arquitectónico francés Architecture Studio, que ganó el concurso internacional. El edificio cuenta con 220 000 metros cuadrados. El círculo y la elipse dominan el edificio, la forma cerrada de la época clásica y las líneas abiertas del barroco. Se encuentra en el lado noroeste de la ciudad de Estrasburgo, y debe su nombre a Louise Weiss, política francesa, feminista y activista europea de los años veinte. Desde 1999 es la sede del Parlamento Europeo. Allí se realizan las doce sesiones plenarias de cuatro días al año.

Edificios del Parlamento Europeo en Luxemburgo
El Parlamento utiliza varios edificios en Luxemburgo. La ciudad es la sede de la Secretaría General del Parlamento Europeo (que emplea a más de 4000 personas), radicada en su mayoría en el barrio de Kirchberg. 
Los edificios que se utilizan son el Robert Schuman y el Konrad Adenauer y, más recientemente, la Torre A (TOA) y la Torre B (TOB) situados a ambos lados de la Avenida John F. Kennedy.
Parlamentarium
La sede del Parlamento Europeo en Bruselas cuenta desde el 14 de octubre de 2011 con un centro de visitas, el denominado Parlamentarium. Se trata de un museo destinado a la ciudadanía donde se puede recorrer la historia del Parlamento y la Unión Europea a través de una exposición. Dirigido a los ciudadanos de la Unión, su contenido está por tanto, accesible en los 23 idiomas oficiales y en lengua de signos.

## Relación con los parlamentos nacionales de la Unión Europea
Los parlamentos nacionales en la Unión Europea es la denominación que otorga el Derecho constitucional europeo a los órganos legislativos de los Estados de la Unión. 
De acuerdo con los Tratados constitutivos, los parlamentos nacionales disponen de ciertas facultades en la esfera europea, especialmente en lo referido al procedimiento legislativo, como guardianes (en el plano político) del principio de subsidiariedad. También son depositarios de algunas funciones constitucionales referidas a la revisión de los Tratados y al ingreso de nuevos Estados en la Unión. Asimismo son competentes para ejercer control político (junto con el Parlamento Europeo) en ciertos ámbitos de la política comunitaria relativos al espacio de libertad, seguridad y justicia que puedan tener consecuencias directas para los derechos y libertades de las personas. Para ejercer todas estas funciones, las instituciones comunitarias tienen el deber de informar adecuadamente a los parlamentos nacionales sobre sus actividades en estos ámbitos, y en general sobre todo proyecto legislativo.
Desde 1989 y con objeto de acometer plenamente sus funciones, el Parlamento Europeo y los parlamentos nacionales cooperan entre sí en un foro específico nacido a este fin: la COSAC (Conferencia de Órganos especializados en Asuntos Comunitarios). Esta conferencia, que reúne a diputados de las comisiones parlamentarias competentes en asuntos de la UE de los parlamentos nacionales, podrá al efecto dirigir al Parlamento Europeo, al Consejo y a la Comisión Europea cualquier contribución que considere conveniente, además de disponer de otras funciones y facultades.

## Premio Sájarov
El Premio Sájarov para la Libertad de Conciencia, bautizado así en honor del científico y disidente soviético Andréi Sájarov, fue establecido en 1988 por el Parlamento Europeo como un medio para homenajear a personas u organizaciones que han dedicado sus vidas o acciones a la defensa de los derechos humanos y el liberalismo